# Такуан Сохо
Такуан Сохо (яп. 沢庵宗彭 Такуан Со:хо:, 1573—1645) — странствующий дзэнский монах, а также каллиграф, поэт, художник, садовник, мастер чайной церемонии. Изобрёл рецепт квашения дайкона, известный под названием «такуан».

## Биография
C десяти лет маленький Такуан начал жить в буддийском монастыре. Там он изучал буддизм, конфуцианство и китайское стихосложение.
В 1608 году (когда ему было 37 лет) он занял пост настоятеля храма Дайтокудзи, по указу императора Го-Ёдзэя. Но скоро он покинул эту должность и написал в стихотворении, что он странствующий монах и не может жить в золотой клетке.
Такуан Сохо вёл жизнь странствующего монаха до 1639 года. Потом он остановился в храме Бансёдзан Токайдзи и провёл там остаток жизни.
На протяжении жизни Такуан Сохо дружил и переписывался со многими значительными людьми своей эпохи, включая следующих:
- Миямото Мусаси (мечник)
- Исида Мицунари (даймё)
- Курода Нагамаса (даймё, христианин)
- Ягю Мунэнори (даймё и мечник, глава школы кэндзюцу Ягю Синкагэ-рю)
- Император Го-Мидзуноо (отрёкшийся император)
- Токугава Иэмицу (сёгун)
- Ито Иттосай (мечник)

## Такуан и боевые искусства
Такуан Сохо близко дружил с выдающимися мастерами фехтования и других боевых искусств (будо) своего времени. Он объединил философию и жизненную практику дзен с философией и жизненной практикой самураев. В ряде бесед с мастерами фехтования и письмах он указывал на то, что сознание фехтовальщика в поединке такое же, как сознание мастера медитации во время медитации. Буддийские категории «не-ума» и «не-двойственности» характеризуют тот идеал чистого и непоколебимого сознания, к которому должен стремиться фехтовальщик для достижения безупречности (состояние «мусин»).
Таким образом, Такуан оказал влияние на формирование искусства фехтования (кэндо) и самурайской идеологии бусидо в целом. Его влияние прослеживается в творчестве Миямото Мусаси.

## Некоторые труды Такуана Сохо
- Вечерние беседы в храме Токайдзи
- Тайное писание о непоколебимой мудрости
- Хроники меча Тайа